# Cryptocarya pustulata
Cryptocarya pustulata là loài thực vật có hoa trong họ Nguyệt quế. Loài này được Kosterm. miêu tả khoa học đầu tiên năm 1974 publ. 1975.